# Nekrolog 4. Quartal 1990
Nekrolog
◄◄
| ◄
| 1986
| 1987
| 1988
| 1989
| 1990 | 1991 | 1992 | 1993 | 1994 | ► | ►►
1. Quartal |
2. Quartal |
3. Quartal |
4. Quartal 1990
Weitere Ereignisse | Allgemeiner Nekrolog 1990
Die Beschreibung der verstorbenen Person sollte so kurz wie möglich gehalten sein und nur deren signifikante Tätigkeit(en) enthalten.
Neue Namen ggf. auch unter dem Geburts- und Sterbedatum, also etwa unter 1. Januar und im Geburts- und Sterbejahr (2024) eintragen (nur bei entsprechender großer Wichtigkeit). Für Beispiele siehe die schon vorhandenen Artikel.
Außerdem über die fünf zuletzt Verstorbenen, zu denen es einen ausreichend guten Artikel für eine Präsentation auf der Hauptseite gibt, nach der todesbedingten Überarbeitung der Artikel ggf. auch unter Wikipedia Diskussion:Hauptseite informieren und sie am besten auch in den anderen Wikipedia-Sprachversionen eintragen. Tipp: Regelmäßig bei news.google.de nach „ist tot“, „gestorben“ oder „verstorben“ suchen.
Wenn eine Person gestorben ist, gibt es viele Seiten zu dieser Person in der Wikipedia, die davon auch betroffen sind und entsprechend aktualisiert werden müssen. Beispiele: Namenübersichtsseite, Geburtsjahr, Geburtsort-Seiten und viele mehr.
Wie finde ich die betroffenen Seiten?
Im Suchfeld auf der linken Seite gibt man den Suchbegriff so ein: „Vorname Nachname“. Dann klickt man auf Volltext und alle Seiten mit entsprechendem Suchtext werden aufgerufen. Hier sieht man dann schnell, wo auch das Todesjahr Sinn macht oder sogar ein Teil des Artikels angepasst werden muss. Auch hilft das „Werkzeug“ auf der linken Seite sehr gut, um solche Seiten aufzufinden: „Links auf diese Seite“. Somit ist die Wikipedia wieder aktuell in allen Bereichen! Hinweis: bei Eintragung der Kategorie „Gestorben JAHR“ wird der Missbrauchsfilter 49 ausgelöst, was jedoch nicht schlimm ist. Siehe: Spezial:Missbrauchsfilter/49
Dies ist eine Liste von im vierten Quartal 1990 verstorbenen bekannten Persönlichkeiten. Die Einträge erfolgen innerhalb der einzelnen Daten alphabetisch sortiert. Tiere sind im Nekrolog für Tiere zu finden.

## Oktober
| Tag         | Name                            | Beruf, bekannt als                                                                                         | Alter | Beleg |
| ----------- | ------------------------------- | --- | ----- | ----- |
| 1. Oktober  | Madeline Angel                  | australische Parasitologin                                                                                 | 82    |       |
| 1. Oktober  | John Stewart Bell               | irischer Physiker                                                                                          | 62    |       |
| 1. Oktober  | Andrzej Krzanowski              | polnischer Komponist und Akkordeonist                                                                      | 39    |       |
| 1. Oktober  | Augustin Laurent                | französischer Politiker (SFIO)                                                                             | 94    |       |
| 1. Oktober  | Curtis E. LeMay                 | US-amerikanischer General                                                                                  | 83    |       |
| 1. Oktober  | Mayo                            | griechisch-französischer Kostümbildner, Filmarchitekt und Maler                                            | 84    |       |
| 1. Oktober  | Karl Zolper                     | deutscher Fußballtorhüter                                                                                  | 89    |       |
| 2. Oktober  | Peter Herman Adler              | tschechisch-US-amerikanischer Dirigent                                                                     | 90    |       |
| 2. Oktober  | Xosé María Díaz Castro          | galicischer Dichter und Übersetzer                                                                         | 76    |       |
| 2. Oktober  | Sophie Ehrhardt                 | deutsch-baltische Anthropologin                                                                            | 87    |       |
| 2. Oktober  | Mark McClure                    | US-amerikanischer Offizier, Generalmajor der US-Army                                                       | 92    |       |
| 2. Oktober  | Loni Nest                       | deutsche Kinderdarstellerin in der Stummfilmära                                                            | 75    |       |
| 2. Oktober  | Mercedes Simone                 | argentinische Tangosängerin, -dichterin und -komponistin                                                   | 86    |       |
| 3. Oktober  | Amy Bailey                      | jamaikanische Lehrerin und Frauenrechtlerin                                                                |       |       |
| 03. Oktober | Charlotte Boyle                 | US-amerikanische Schwimmerin                                                                               | 91    |       |
| 3. Oktober  | Stefano Casiraghi               | italienischer Unternehmer und Sportbootfahrer                                                              | 30    |       |
| 3. Oktober  | André Grabar                    | französischer Kunsthistoriker und Byzantinist                                                              | 94    |       |
| 3. Oktober  | Res Jost                        | Schweizer Physiker                                                                                         | 72    |       |
| 3. Oktober  | Hilde Langer-Rühl               | niederländisch-österreichische Pianistin und Atem-, Stimm- und Bewegungslehrerin                           | 79    |       |
| 3. Oktober  | Heinz Wunderlich                | deutscher Mediziner und Bühnenschriftsteller                                                               | 83    |       |
| 3. Oktober  | Philipp Zametzer                | deutscher Architekt                                                                                        | 94    |       |
| 4. Oktober  | Erwin Bünning                   | deutscher Biologe und Universitätsprofessor                                                                | 84    |       |
| 4. Oktober  | Luciano Catenacci               | italienischer Schauspieler                                                                                 | 57    |       |
| 4. Oktober  | Roy Charman                     | britischer Tontechniker                                                                                    | 60    |       |
| 4. Oktober  | Jacques de Mahieu               | französischer Akademiker und Schriftsteller der Novelle Droite                                             |       |       |
| 4. Oktober  | Heinrich Overesch               | deutscher Politiker (CDU), MdL                                                                             | 81    |       |
| 4. Oktober  | Waldemar Philippi               | saarländischer, deutscher Fußballspieler                                                                   | 61    |       |
| 4. Oktober  | Matija Skurjeni                 | kroatischer Maler                                                                                          |       |       |
| 4. Oktober  | Peter Taylor                    | englischer Fußballspieler und -trainer                                                                     | 62    |       |
| 5. Oktober  | Fietje Kwaak                    | niederländische Sekretärin                                                                                 | 89    |       |
| 5. Oktober  | Đorđe Vujadinović               | jugoslawischer Fußballspieler                                                                              | 80    |       |
| 5. Oktober  | Jan Hendrik Waszink             | niederländischer Latinist und Professor                                                                    | 81    |       |
| 6. Oktober  | Juan José Arévalo               | guatemaltekischer Politiker, Präsident Guatemalas                                                          | 85    |       |
| 6. Oktober  | Roland Batchelor                | britischer Maler                                                                                           | 100   |       |
| 6. Oktober  | D-Boy                           | US-amerikanischer Hip-Hop-Musiker                                                                          | 22    |       |
| 6. Oktober  | Wilhelm Raimund Beyer           | deutscher Jurist und Rechtsphilosoph                                                                       | 88    |       |
| 6. Oktober  | James E. Newcom                 | US-amerikanischer Filmeditor                                                                               | 85    |       |
| 6. Oktober  | Bahriye Üçok                    | türkische Theologin, Autorin und Politikerin (CHP)                                                         |       |       |
| 7. Oktober  | Raschid bin Said Al Maktum      | Herrscher des Emirates Dubai                                                                               | 78    |       |
| 7. Oktober  | Chiara Badano                   | italienische Selige                                                                                        | 18    |       |
| 7. Oktober  | Kurt Braun                      | deutscher Tischtennisspieler                                                                               | 69    |       |
| 7. Oktober  | Hellmut Klima                   | deutscher Theologe und Historiker                                                                          | 75    |       |
| 7. Oktober  | Scott M. Matheson               | US-amerikanischer Politiker                                                                                | 61    |       |
| 7. Oktober  | Berthold Rubin                  | deutscher Althistoriker und Byzantinist                                                                    | 79    |       |
| 8. Oktober  | Frank Cope                      | US-amerikanischer American-Football-Spieler                                                                | 79    |       |
| 8. Oktober  | William Henry Harrison          | US-amerikanischer Politiker                                                                                | 94    |       |
| 8. Oktober  | Erika Keck                      | deutsche Kommunalpolitikerin der CDU                                                                       | 90    |       |
| 8. Oktober  | Armando Moreno                  | argentinischer Tangosänger                                                                                 | 69    |       |
| 8. Oktober  | Robert F. Murphy                | US-amerikanischer Anthropologe                                                                             | 66    |       |
| 8. Oktober  | Karl-August Siegel              | deutscher Geistlicher, Weihbischof in Osnabrück                                                            | 74    |       |
| 8. Oktober  | Denys Watkins-Pitchford         | britischer Schriftsteller                                                                                  | 85    |       |
| 8. Oktober  | Eric Wennström                  | schwedischer Leichtathlet                                                                                  | 81    |       |
| 8. Oktober  | B. J. Wilson                    | britischer Rockmusiker                                                                                     | 43    |       |
| 9. Oktober  | Murray Bowen                    | US-amerikanischer Psychiater und Familientherapeut                                                         | 77    |       |
| 09. Oktober | John Brooks                     | US-amerikanischer Leichtathlet                                                                             | 80    |       |
| 9. Oktober  | Clara Ege                       | deutsche Malerin, Bildhauerin und Seidenweberin                                                            | 93    |       |
| 9. Oktober  | Morris H. Hansen                | US-amerikanischer Statistiker                                                                              | 79    |       |
| 9. Oktober  | Maximilian Nüchterlein          | deutscher Jurist                                                                                           | 77    |       |
| 9. Oktober  | Géza Ottlik                     | ungarischer Schriftsteller und Übersetzer                                                                  | 78    |       |
| 9. Oktober  | Boris Paitschadse               | georgischer Fußballspieler                                                                                 | 75    |       |
| 9. Oktober  | Georges de Rham                 | Schweizer Mathematiker                                                                                     | 87    |       |
| 9. Oktober  | Adolf Traußnig                  | österreichischer Politiker                                                                                 | 87    |       |
| 10. Oktober | Franco Autori                   | US-amerikanischer Dirigent                                                                                 | 86    |       |
| 10. Oktober | Daniel Broido                   | russisch-britischer Ingenieur                                                                              | 87    |       |
| 10. Oktober | Emil Joseph Diemer              | deutscher Schachspieler                                                                                    | 82    |       |
| 10. Oktober | Walter Hammersen                | deutscher Jurist und Politiker (NSDAP, FDP), MdB                                                           | 79    |       |
| 10. Oktober | Alfons Kirchgässner             | deutscher Landwirt, Verwaltungsbeamter und Politiker (CDU)                                                 | 88    |       |
| 10. Oktober | Thomas Murton                   | US-amerikanischer Gefängnisdirektor                                                                        | 62    |       |
| 10. Oktober | Carlos Thompson                 | deutschstämmiger Argentinier, Schauspieler und Schriftsteller                                              | 67    |       |
| 10. Oktober | René Urbany                     | luxemburgischer Politiker (KPL), Mitglied der Chambre und Journalist                                       | 63    |       |
| 10. Oktober | Gottfried Voitel                | deutscher Politiker (FDP), MdL                                                                             | 64    |       |
| 11. Oktober | Anatole Broyard                 | US-amerikanischer Autor und Literaturkritiker                                                              | 70    |       |
| 11. Oktober | Ingo Krumbiegel                 | deutscher Mammaloge, Arzt und Tierrechtsaktivist                                                           | 87    |       |
| 11. Oktober | Günter Kuhnke                   | deutscher Marineoffizier                                                                                   | 78    |       |
| 11. Oktober | Adri van Male                   | niederländischer Fußballtorhüter                                                                           | 80    |       |
| 11. Oktober | Arnold Olsen                    | US-amerikanischer Politiker                                                                                | 73    |       |
| 11. Oktober | Paul Reilly, Baron Reilly       | britischer Designer und Journalist                                                                         | 78    |       |
| 11. Oktober | Robert Tessier                  | US-amerikanischer Schauspieler und Stuntman                                                                | 56    |       |
| 12. Oktober | Arthur Burkhardt                | deutscher Ingenieur und Manager                                                                            | 85    |       |
| 12. Oktober | Alfredo Gómez Morales           | argentinischer Ökonom und Politiker                                                                        | 82    |       |
| 12. Oktober | Nagai Tatsuo                    | japanischer Schriftsteller                                                                                 | 86    |       |
| 12. Oktober | Fritz Rebell                    | deutscher Fußballtrainer                                                                                   | 85    |       |
| 12. Oktober | Frederick D. Rossini            | US-amerikanischer Chemiker                                                                                 | 91    |       |
| 12. Oktober | Peter Wessel Zapffe             | norwegischer Schriftsteller, Philosoph und Bergbesteiger                                                   | 90    |       |
| 13. Oktober | Julius Bredenbeck               | deutscher Politiker (SPD), MdL                                                                             | 83    |       |
| 13. Oktober | Hans Freudenthal                | deutscher Mathematiker                                                                                     | 85    |       |
| 13. Oktober | Lê Đức Thọ                      | vietnamesischer Politiker                                                                                  | 78    |       |
| 13. Oktober | Fritz Moeller-Schlünz           | deutscher Maler und Sänger (Bariton)                                                                       | 90    |       |
| 13. Oktober | Hans Namuth                     | US-amerikanischer Fotograf                                                                                 | 75    |       |
| 13. Oktober | Helli Servi                     | österreichische Schauspielerin                                                                             | 67    |       |
| 13. Oktober | Isaac Bangani Tabata            | südafrikanischer Politiker                                                                                 |       |       |
| 14. Oktober | Ludwig Babinski                 | österreichischer Orchesterleiter, Komponist, Arrangeur, Jazz- und Unterhaltungsmusiker                     | 81    |       |
| 14. Oktober | Leonard Bernstein               | US-amerikanischer Komponist und Dirigent                                                                   | 72    |       |
| 14. Oktober | Armin Dassler                   | deutscher Sportschuhfabrikant                                                                              | 61    |       |
| 14. Oktober | Daniel Guilet                   | klassischer Geiger                                                                                         | 91    |       |
| 14. Oktober | Gerd Henniger                   | deutscher Kunsthistoriker, Schriftsteller und Übersetzer                                                   | 60    |       |
| 14. Oktober | Carlo Guido Mor                 | italienischer Historiker                                                                                   | 86    |       |
| 14. Oktober | Irina Odojewzewa                | russische bzw. lettische bzw. sowjetische Dichterin                                                        | 95    |       |
| 15. Oktober | Daniel Bénédite                 | französischer Sozialist und Fluchthelfer                                                                   | 78    |       |
| 15. Oktober | Tibor Berczelly                 | ungarischer Fechter                                                                                        | 78    |       |
| 15. Oktober | Fritz Köpcke                    | deutscher Fußballschiedsrichter                                                                            | 76    |       |
| 15. Oktober | Hans Heinrich Wilhelm Magnus    | deutscher Mathematiker                                                                                     | 83    |       |
| 15. Oktober | David McCalden                  | britischer rechtsextremer Politiker und Holocaustleugner                                                   | 39    |       |
| 15. Oktober | William Edwin Minshall          | US-amerikanischer Politiker (Republikanische Partei)                                                       | 78    |       |
| 15. Oktober | Boris Borissowitsch Piotrowski  | sowjetischer Archäologe und Direktor der Eremitage (Sankt Petersburg)                                      | 82    |       |
| 15. Oktober | Delphine Seyrig                 | französische Schauspielerin und Regisseurin                                                                | 58    |       |
| 16. Oktober | Art Blakey                      | US-amerikanischer Schlagzeuger                                                                             | 71    |       |
| 16. Oktober | Jorge Bolet                     | US-amerikanisch-kubanischer Pianist                                                                        | 75    |       |
| 16. Oktober | Lothar Cremer                   | deutscher Elektrotechniker und Akustiker                                                                   | 85    |       |
| 16. Oktober | Hans Stadtmüller                | deutscher Schauspieler                                                                                     | 85    |       |
| 17. Oktober | Rudolf Bayr                     | österreichischer Dramatiker, Lyriker, Essayist, Kritiker und Übersetzer                                    | 71    |       |
| 17. Oktober | Adolf Niesmann                  | deutscher Maler und Kunsterzieher                                                                          | 91    |       |
| 17. Oktober | Francisco Orozco Lomelín        | mexikanischer Geistlicher, Weihbischof in Mexiko-Stadt                                                     | 73    |       |
| 17. Oktober | Sol Furth                       | US-amerikanischer Leichtathlet                                                                             | 83    |       |
| 18. Oktober | Josef Goubeau                   | deutscher Chemiker                                                                                         | 89    |       |
| 18. Oktober | Wilhelm Kinkelin                | deutscher Arzt und Nationalsozialist, SS-Brigadeführer                                                     | 94    |       |
| 18. Oktober | Marie                           | französische Chansonsängerin                                                                               | 41    |       |
| 18. Oktober | Harry Marker                    | US-amerikanischer Filmeditor                                                                               | 91    |       |
| 18. Oktober | Heinz Oskar Vetter              | deutscher Gewerkschafter und Politiker (SPD), MdEP                                                         | 72    |       |
| 19. Oktober | Jerry Cronin                    | irischer Politiker, MdEP                                                                                   | 65    |       |
| 19. Oktober | Chaim Gwati                     | israelischer Politiker                                                                                     | 89    |       |
| 19. Oktober | Fritz Klingenbeck               | österreichischer Theaterintendant, Regisseur, Ballettmeister, Autor                                        | 86    |       |
| 19. Oktober | Hubert Lemper                   | deutscher Politiker (SPD), MdB                                                                             | 70    |       |
| 19. Oktober | Gertrud Späth-Schweizer         | erste Schweizerin, die in einer politischen Behörde tätig war                                              | 81    |       |
| 19. Oktober | Otto Storr                      | österreichischer Schauspieler und Operettensänger                                                          | 83    |       |
| 19. Oktober | Augusto Tiezzi                  | italienischer Kameramann                                                                                   | 80    |       |
| 19. Oktober | Ingo Wachtel                    | deutscher Parteifunktionär (SPD//SED)                                                                      | 78    |       |
| 20. Oktober | Colette Audry                   | französische Schriftstellerin, Dramaturgin und Drehbuchautorin                                             | 84    |       |
| 20. Oktober | Agostino Cavadini               | Schweizer Architekt                                                                                        | 82    |       |
| 20. Oktober | Joel McCrea                     | US-amerikanischer Schauspieler                                                                             | 84    |       |
| 21. Oktober | Dany Chamoun                    | libanesischer Politiker                                                                                    | 56    |       |
| 21. Oktober | Eugen Haugland                  | norwegischer Leichtathlet                                                                                  | 78    |       |
| 21. Oktober | Jo Ann Kelly                    | britische Blues-Sängerin und Gitarristin                                                                   | 46    |       |
| 21. Oktober | Lotar Olias                     | deutscher Komponist                                                                                        | 76    |       |
| 21. Oktober | Prabhat Ranjan Sarkar           | indischer Philosoph, Sozialrevolutionär, Dichter und Linguist                                              | 69    |       |
| 22. Oktober | Louis Althusser                 | französischer marxistischer Philosoph                                                                      | 72    |       |
| 22. Oktober | Werner Jarowinsky               | deutscher Politiker (SED, PDS), MdV                                                                        | 63    |       |
| 22. Oktober | Kurt A. Jung                    | deutscher Schauspieler, Hörspiel- und Synchronsprecher                                                     | 67    |       |
| 22. Oktober | Nikolai Nikolajewitsch Rybnikow | russischer Schauspieler                                                                                    | 59    |       |
| 23. Oktober | Tamara Ciobanu                  | moldauische Opern- und Volkssängerin                                                                       | 75    |       |
| 23. Oktober | Joachim Hellmer                 | deutscher Jurist                                                                                           | 65    |       |
| 23. Oktober | Berthold Lubetkin               | russischer Architekt                                                                                       | 88    |       |
| 23. Oktober | Eduardo Miranda Sousa           | peruanischer Ingenieur und Politiker                                                                       | 81    |       |
| 23. Oktober | Dave Murray                     | kanadischer Skirennläufer                                                                                  | 37    |       |
| 23. Oktober | Fritz Runge                     | deutscher Politiker (SPD), MdL                                                                             | 89    |       |
| 24. Oktober | André Aumerle                   | französischer Radrennfahrer                                                                                | 83    |       |
| 24. Oktober | Alexandra Becker                | deutsche Schauspielerin und Schriftstellerin                                                               | 65    |       |
| 24. Oktober | Milton B. Halsey                | US-amerikanischer Offizier, Generalmajor der US-Army                                                       | 96    |       |
| 24. Oktober | Kurt-Gerhard Klietmann          | deutscher Ordenskundler                                                                                    | 79    |       |
| 24. Oktober | Hugo Nünlist                    | Schweizer Höhlenforscher und Autor                                                                         | 80    |       |
| 24. Oktober | Hans Georg Siebeck              | deutscher Verleger                                                                                         | 79    |       |
| 24. Oktober | Diether Stolze                  | deutscher Journalist, Publizist und Medienmanager                                                          | 61    |       |
| 24. Oktober | Jakob Torsy                     | deutscher katholischer Theologe, Kirchenarchivar und -historiker                                           | 82    |       |
| 24. Oktober | Yuasa Yoshiko                   | japanische Slawistin (Russisch) und Übersetzerin                                                           | 93    |       |
| 24. Oktober | Karl Zutavern                   | deutscher Politiker (NSDAP), Bürgermeister von Eppingen zur Zeit des Nationalsozialismus                   | 87    |       |
| 24. Oktober | Ernst Zwilling                  | österreichischer Afrikaforscher und Reiseschriftsteller                                                    | 86    |       |
| 25. Oktober | Carlo Alfano                    | italienischer Maler und Grafiker                                                                           | 58    |       |
| 25. Oktober | Oskar Baumgarten                | deutscher Politiker (CDU), MdL                                                                             | 82    |       |
| 25. Oktober | Carolin van Bergen              | deutsche Schauspielerin und Synchronsprecherin                                                             | 26    |       |
| 25. Oktober | Werner Bergmann                 | deutscher Kameramann                                                                                       | 69    |       |
| 25. Oktober | Leo Casagrande                  | US-amerikanischer Bauingenieur                                                                             | 87    |       |
| 25. Oktober | Alberto da Costa Pereira        | portugiesischer Fußballtorwart                                                                             | 60    |       |
| 25. Oktober | Artur Hoffmann                  | deutscher Politiker (CDU)                                                                                  | 88    |       |
| 25. Oktober | Major Holley                    | US-amerikanischer Jazzbassist                                                                              | 66    |       |
| 25. Oktober | Ruth Reese                      | US-amerikanisch-norwegische Sängerin und Schriftstellerin                                                  | 69    |       |
| 25. Oktober | Ikey Robinson                   | US-amerikanischer Jazzmusiker                                                                              | 86    |       |
| 25. Oktober | Howard Schwartz                 | US-amerikanischer Kameramann                                                                               | 71    |       |
| 25. Oktober | Otto Stöber                     | österreichischer Autor                                                                                     | 88    |       |
| 26. Oktober | Robert Antelme                  | französischer Schriftsteller                                                                               | 73    |       |
| 26. Oktober | Carl Breuer                     | deutscher Kriminaldirektor                                                                                 | 90    |       |
| 26. Oktober | Heinz Deinert                   | deutscher NSDAP-Kreisleiter                                                                                | 79    |       |
| 26. Oktober | Guillermo García González       | kubanischer Schachspieler                                                                                  | 36    |       |
| 26. Oktober | Gerhard Wolfgang Jensch         | deutscher Organisator, Redakteur und Komponist in der Schachkomposition                                    | 70    |       |
| 26. Oktober | Breandán Ó hEithir              | irischer Schriftsteller und Journalist                                                                     | 60    |       |
| 26. Oktober | William S. Paley                | US-amerikanischer Journalist                                                                               | 89    |       |
| 27. Oktober | Xavier Cugat                    | spanisch-kubanischer Orchesterleiter                                                                       | 90    |       |
| 27. Oktober | Jacques Demy                    | französischer Filmregisseur                                                                                | 59    |       |
| 27. Oktober | Friedrich Lehr                  | österreichischer Politiker (SPÖ), Abgeordneter zum Nationalrat                                             | 73    |       |
| 27. Oktober | Sophie Nostitz-Rieneck          | österreichische Tochter des österreichischen Thronfolgers Franz Ferdinand                                  | 89    |       |
| 27. Oktober | Ugo Tognazzi                    | italienischer Schauspieler, Regisseur, Schriftsteller und Komödiant                                        | 68    |       |
| 28. Oktober | Dan Davin                       | neuseeländischer Schriftsteller, Herausgeber                                                               | 77    |       |
| 28. Oktober | Joseph Focke                    | deutscher Tierarzt und Kommunalpolitiker (CDU)                                                             | 84    |       |
| 28. Oktober | Heinz Helfgen                   | deutscher Journalist und Reiseschriftsteller                                                               | 80    |       |
| 28. Oktober | Ernst Rudolf Huber              | deutscher Staatsrechtler                                                                                   | 87    |       |
| 28. Oktober | Sigrid Kressmann-Zschach        | deutsche Architektin und Bauunternehmerin                                                                  | 61    |       |
| 28. Oktober | Alexandra Georgijewna Tschudina | sowjetische Leichtathletin                                                                                 | 66    |       |
| 28. Oktober | Robert Jan Verbelen             | flämischer Kommandant der Flämischen Allgemeinen SS und Stellvertreter des Faschistenführers Leon Degrelle | 79    |       |
| 28. Oktober | Gerhard Wacher                  | deutscher Politiker (CSU), MdL, MdB                                                                        | 73    |       |
| 29. Oktober | Franz Brandl                    | österreichischer Politiker                                                                                 | 88    |       |
| 29. Oktober | Lis Böhle                       | deutsche Mundartdichterin                                                                                  | 89    |       |
| 29. Oktober | Volker von Collande             | deutscher Schauspieler, Drehbuchautor und Regisseur                                                        | 76    |       |
| 29. Oktober | Georg Gindl                     | österreichischer Politiker (ÖVP), Landtagsabgeordneter                                                     | 74    |       |
| 29. Oktober | William French Smith            | US-amerikanischer Politiker und Justizminister                                                             | 73    |       |
| 30. Oktober | Charlo                          | argentinischer Tangosänger, Pianist, Komponist und Schauspieler                                            | 84    |       |
| 30. Oktober | Wim Gijsen                      | niederländischer Schriftsteller                                                                            | 57    |       |
| 30. Oktober | Willy Jürissen                  | deutscher Fußballspieler                                                                                   | 78    |       |
| 30. Oktober | Raimund Rosenberger             | deutscher Komponist                                                                                        | 73    |       |
| 30. Oktober | Craig Russell                   | kanadischer Entertainer und Frauenimitator                                                                 | 42    |       |
| 30. Oktober | Alfred Sauvy                    | französischer Demograph, Ethnologe und Wirtschaftshistoriker                                               |       |       |
| 30. Oktober | V. Shantaram                    | indischer Filmregisseur                                                                                    | 88    |       |
| 30. Oktober | Piroska Szekrényessy            | ungarische Eiskunstläuferin                                                                                | 74    |       |
| 30. Oktober | Germaine van Dievoet            | belgische Schwimmerin                                                                                      | 91    |       |
| 31. Oktober | Harold Caccia, Baron Caccia     | britischer Diplomat und Politiker                                                                          | 84    |       |
| 31. Oktober | Johann Trinkl                   | österreichischer Landwirt, Weinbauer und Lokalpolitiker                                                    | 79    |       |
| 31. Oktober | John G. Frayne                  | irisch-amerikanischer Physiker, Erfinder, Tontechniker und Oscar-Preisträger                               | 96    |       |
| 31. Oktober | Ukko Hietala                    | finnischer Moderner Fünfkämpfer                                                                            | 86    |       |
| 31. Oktober | Kōda Aya                        | japanische Schriftstellerin                                                                                | 86    |       |
| 31. Oktober | M. L. Vasanthakumari            | indische Sängerin                                                                                          | 62    |       |
| 31. Oktober | André Verdeil                   | Schweizer Eishockeyspieler                                                                                 | 86    |       |
| Oktober     | Franz Pöpel                     | deutscher Bauingenieur                                                                                     |       |       |

## November
| Tag          | Name                                    | Beruf, bekannt als                                                                                              | Alter | Beleg |
| ------------ | --------------------------------------- | --- | ----- | ----- |
| 1. November  | Anni Berger                             | österreichisch-deutsche Rosenzüchterin                                                                          | 86    |       |
| 1. November  | Richard Desmond                         | US-amerikanischer Eishockeytorwart                                                                              | 63    |       |
| 1. November  | Olga-Marie von Gemmingen-Guttenberg     | deutsche Adelige, Grundherrin zu Königsbach, Ehrenbürgerin von Pfinztal                                         | 74    |       |
| 1. November  | Frank Marshall, Baron Marshall of Leeds | britischer Politiker und Rechtsanwalt                                                                           | 75    |       |
| 1. November  | Hans Wilhelm Söder                      | deutscher Maler                                                                                                 | 69    |       |
| 2. November  | Gianni Amico                            | italienischer Dokumentarfilmregisseur, Filmregisseur, Drehbuchautor und Kulturschaffender                       | 56    |       |
| 2. November  | Walter Behrends                         | deutscher Chirurg                                                                                               | 71    |       |
| 2. November  | Reinhart von Eichborn                   | deutscher Jurist, Lexikograph und Verleger                                                                      | 79    |       |
| 2. November  | Kurt Illner                             | deutscher Kulturtechniker                                                                                       | 73    |       |
| 2. November  | Robert T. McLoskey                      | US-amerikanischer Politiker                                                                                     | 83    |       |
| 2. November  | Eliot Porter                            | US-amerikanischer Fotograf                                                                                      | 88    |       |
| 2. November  | William Travilla                        | US-amerikanischer Kostümdesigner                                                                                | 70    |       |
| 2. November  | Donald A. Wollheim                      | US-amerikanischer Science-Fiction-Autor und -Herausgeber                                                        | 76    |       |
| 3. November  | Carlos Alberto Débole                   | argentinischer Lyriker                                                                                          | 74    |       |
| 3. November  | Nusret Fişek                            | türkischer Arzt und Menschenrechtler                                                                            | 75    |       |
| 3. November  | Valerie French                          | britische Schauspielerin                                                                                        | 58    |       |
| 3. November  | Rainer Fuhrmann                         | deutscher Science-Fiction-Schriftsteller                                                                        | 50    |       |
| 3. November  | John Atlee Kouwenhoven                  | US-amerikanischer Amerikanist                                                                                   | 80    |       |
| 3. November  | Mary Martin                             | US-amerikanische Schauspielerin                                                                                 | 76    |       |
| 3. November  | Sashadhar Mukerji                       | indischer Filmproduzent                                                                                         | 81    |       |
| 3. November  | Mike Polley                             | deutscher Fußballfan und Gewaltopfer                                                                            | 18    |       |
| 3. November  | Nikolai Petrowitsch Rakow               | russischer Komponist                                                                                            | 82    |       |
| 3. November  | Hermann Rodigast                        | deutscher Fernseh-, Hörspiel- und Filmautor                                                                     | 75    |       |
| 3. November  | René Stourm                             | französischer Geistlicher, Erzbischof von Sens                                                                  | 86    |       |
| 3. November  | Walter H. Tyler                         | US-amerikanischer Szenenbildner                                                                                 | 81    |       |
| 4. November  | Henry Cravatte                          | luxemburgischer Jurist und Politiker (LSAP), Mitglied der Chambre                                               | 79    |       |
| 4. November  | Hans-Albrecht Körner                    | deutscher Politiker (CDU), MdL                                                                                  | 64    |       |
| 4. November  | Carol Sobieski                          | US-amerikanische Drehbuchautorin                                                                                | 51    |       |
| 4. November  | David Stirling                          | britischer Gründer des SAS                                                                                      | 74    |       |
| 4. November  | Franciszek Szlachcic                    | polnischer Politiker                                                                                            | 70    |       |
| 5. November  | Herbert Berghof                         | österreichisch-US-amerikanischer Schauspieler, Regisseur und Schauspiellehrer                                   | 81    |       |
| 5. November  | Erich Heller                            | englischer Essayist                                                                                             | 79    |       |
| 5. November  | Meir Kahane                             | israelischer Rabbiner und ultra-konservativer Zionist                                                           | 58    |       |
| 5. November  | Franz Jehan Leenhardt                   | französischer evangelischer Geistlicher und Hochschullehrer                                                     | 82    |       |
| 5. November  | Raymond Oliver                          | französischer Koch und Autor von gastronomischen Büchern                                                        | 81    |       |
| 5. November  | Bobby Scott                             | US-amerikanischer Jazz-Bandleader                                                                               | 53    |       |
| 5. November  | Roman Zenzinger                         | österreichischer Maler                                                                                          | 87    |       |
| 6. November  | Traian Crișan                           | rumänischer Geistlicher, Kurienerzbischof der römisch-katholischen Kirche                                       | 72    |       |
| 6. November  | Ed Gossett                              | US-amerikanischer Politiker                                                                                     | 88    |       |
| 6. November  | Hilary Baumann Hacker                   | US-amerikanischer Geistlicher, Bischof von Bismarck                                                             | 77    |       |
| 6. November  | Richard Hauser                          | österreichisch-britischer Sozialwissenschaftler                                                                 | 79    |       |
| 6. November  | Elsa Lindenberg                         | deutsche Tänzerin, Tanzpädagogin, Choreografin und Tanz                                                         |       |       |
| 6. November  | Günther Sauer                           | deutscher Schauspieler, Synchron- und Hörspielsprecher sowie Synchronregisseur                                  | 70    |       |
| 7. November  | Lawrence Durrell                        | britischer Schriftsteller und Diplomat                                                                          | 78    |       |
| 7. November  | Sabás Magaña García                     | mexikanischer Geistlicher, Bischof von Matamoros                                                                | 69    |       |
| 7. November  | Harri Meier                             | deutscher Romanist und Etymologe                                                                                | 85    |       |
| 7. November  | Vito Russo                              | US-amerikanischer Autor                                                                                         | 44    |       |
| 7. November  | Elmo Veron                              | US-amerikanischer Filmeditor                                                                                    | 87    |       |
| 7. November  | Hermann Wahlen                          | Schweizer Schriftsteller sowie Pädagoge                                                                         | 89    |       |
| 7. November  | Josephine Wilson                        | britische Schauspielerin in Theater, Film und Fernsehen                                                         | 86    |       |
| 8. November  | Leo Gross                               | österreichisch-US-amerikanischer Völkerrechtler                                                                 | 87    |       |
| 8. November  | Carl Hinrichs                           | deutscher Maler                                                                                                 | 86    |       |
| 8. November  | Jacqueline Pirenne                      | französische Archäologin                                                                                        |       |       |
| 8. November  | Wolfgang Schmieder                      | deutscher Bibliothekar und Musikwissenschaftler                                                                 | 89    |       |
| 8. November  | Heinz Waterboer                         | deutscher Autor und Maler                                                                                       | 82    |       |
| 9. November  | Georgi Nikolajewitsch Fljorow           | sowjetischer Physiker                                                                                           | 77    |       |
| 9. November  | Hugh MacLennan                          | kanadischer Schriftsteller                                                                                      | 83    |       |
| 9. November  | Erik Mailick                            | deutscher Maler und Tierschützer                                                                                | 83    |       |
| 10. November | Ronnie Dyson                            | US-amerikanischer Popsänger                                                                                     | 40    |       |
| 10. November | Josef Oehri                             | liechtensteinischer Unternehmer und Politiker (FBP)                                                             | 72    |       |
| 10. November | Dušan Savković                          | serbischer Schriftsteller                                                                                       | 67    |       |
| 10. November | Mário Schenberg                         | brasilianischer Physiker                                                                                        | 76    |       |
| 10. November | Valdemar Söderholm                      | schwedischer Komponist                                                                                          | 80    |       |
| 10. November | Çetin Zeybek                            | türkischer Fußballspieler                                                                                       | 58    |       |
| 11. November | William Connor                          | baptistischer Gründervater auf St. Kitts und Nevis                                                              | 69    |       |
| 11. November | Attilio Demaría                         | argentinisch-italienischer Fußballspieler und -trainer                                                          | 81    |       |
| 11. November | Jean Ferrand                            | französischer Eishockeytorwart und -funktionär                                                                  |       |       |
| 11. November | Günther Glatz                           | deutscher Politiker (FDP), MdHB                                                                                 | 67    |       |
| 11. November | Margarete Heymann                       | deutsche Keramik-Designerin                                                                                     | 91    |       |
| 11. November | Sadi Irmak                              | türkischer Politiker, Premierminister sowie Professor für Physiologie                                           | 86    |       |
| 11. November | Jörg Kandutsch                          | österreichischer Politiker (FPÖ), Landtagsabgeordneter, Abgeordneter zum Nationalrat, Rechnungshofspräsident... | 70    |       |
| 11. November | Lisa Kirk                               | US-amerikanische Schauspielerin und Sängerin                                                                    | 65    |       |
| 11. November | Alexis Minotis                          | griechischer Theater- und Filmschauspieler, Regisseur sowie Leiter des Nationaltheaters in Athen                |       |       |
| 11. November | Jean Noret                              | französischer Radrennfahrer                                                                                     | 80    |       |
| 11. November | Giannis Ritsos                          | griechischer Schriftsteller, vornehmlich Lyriker                                                                | 81    |       |
| 11. November | John M. Zwach                           | US-amerikanischer Politiker                                                                                     | 83    |       |
| 12. November | Eve Arden                               | US-amerikanische Schauspielerin                                                                                 | 82    |       |
| 12. November | Johann Deutsch                          | österreichischer Politiker (ÖVP), Landtagsabgeordneter im Burgenland, Mitglied des Bundesrates                  | 58    |       |
| 12. November | Hans Jürgen Hundt                       | deutscher Ur- und Frühgeschichtler, Hochschullehrer                                                             | 81    |       |
| 12. November | Eitel Klein                             | deutscher Maler und Grafiker                                                                                    | 84    |       |
| 12. November | Walter Rieck                            | deutscher Biologe                                                                                               | 85    |       |
| 12. November | Hannelore Sachs                         | deutsche Kunsthistorikerin, Denkmalpflegerin und Autorin                                                        |       |       |
| 12. November | Hermann Schröter                        | deutscher Archivar und Heimatforscher                                                                           | 81    |       |
| 12. November | Dave Willock                            | US-amerikanischer Schauspieler                                                                                  | 81    |       |
| 12. November | Eugen Zimmermann                        | deutscher Maler                                                                                                 | 83    |       |
| 13. November | Alfred Birnschein                       | deutscher Maler und Grafiker                                                                                    | 82    |       |
| 13. November | Hanuš Burger                            | Theater-, Film- und Fernseh-Regisseur, Dramaturg und Autor von Theaterstücken, Büchern und Drehbüchern          | 81    |       |
| 13. November | Don Chaffey                             | britischer Regisseur                                                                                            | 73    |       |
| 13. November | Hans Georg Gmelin                       | deutscher Kunsthistoriker und Museumskurator                                                                    | 57    |       |
| 13. November | Nico Haak                               | niederländischer Sänger                                                                                         | 51    |       |
| 13. November | Maurice Richlin                         | US-amerikanischer Drehbuchautor                                                                                 | 70    |       |
| 13. November | Léonce Tchantayan                       | türkischer Geistlicher, Armenisch-katholischer Bischof von Ispahan                                              | 82    |       |
| 13. November | José Roberto Torrent Prats              | spanischer Maler                                                                                                | 86    |       |
| 14. November | Heinrich Braune                         | deutscher Chefredakteur der Hamburger Morgenpost                                                                | 86    |       |
| 14. November | William H. Cannon                       | US-amerikanischer Regieassistent, Produktionsassistent und Drehbuchautor                                        | 83    |       |
| 14. November | Horst Feistel                           | deutscher Kryptologe                                                                                            | 75    |       |
| 14. November | Edith Grotkop                           | deutsche Schriftstellerin                                                                                       | 93    |       |
| 14. November | Franz Holthus                           | deutscher Politiker (Zentrum), MdL                                                                              | 81    |       |
| 14. November | Sol Kaplan                              | US-amerikanischer Pianist und Filmkomponist                                                                     | 71    |       |
| 14. November | Otto Kuchenbecker                       | deutscher Basketballspieler                                                                                     | 83    |       |
| 14. November | Ralf Kowalsky                           | deutscher Leichtathlet                                                                                          | 28    |       |
| 14. November | Malcolm Muggeridge                      | britischer Journalist und Geheimdienstmann                                                                      | 87    |       |
| 14. November | Adolf Rudnicki                          | polnischer Schriftsteller und Essayist                                                                          | 81    |       |
| 14. November | Leonid Sacharowitsch Trauberg           | russisch-jüdischer Regisseur und Drehbuchautor                                                                  | 88    |       |
| 15. November | Ettore Giannini                         | italienischer Theaterregisseur und Filmschaffender                                                              | 78    |       |
| 15. November | Gideon Hausner                          | israelischer Jurist und Politiker                                                                               | 75    |       |
| 15. November | Irving Janis                            | US-amerikanischer Sozialpsychologe                                                                              | 72    |       |
| 15. November | Marie-Luise Kiesinger                   | deutsche Kanzlergattin                                                                                          | 82    |       |
| 15. November | Addi Münster                            | deutscher Humorist                                                                                              | 88    |       |
| 15. November | Irina Pawlowna Paley                    | russische Adelige, Enkelin von Zar Alexander II.                                                                | 86    |       |
| 16. November | Pierre Braunberger                      | französischer Filmproduzent                                                                                     | 85    |       |
| 16. November | Lee Castle                              | US-amerikanischer Jazz-Bandleader und Trompeter                                                                 | 75    |       |
| 16. November | Abraham Meister                         | deutscher evangelischer Theologe, Bibellehrer und Bibelübersetzer                                               | 88    |       |
| 17. November | Eberhard Bartke                         | deutscher Kunstwissenschaftler, Generaldirektor der Staatlichen Museen zu Berlin                                | 64    |       |
| 17. November | Otto Demus                              | österreichischer Kunsthistoriker                                                                                | 88    |       |
| 17. November | Erich Fischer                           | deutscher Fußballspieler                                                                                        | 80    |       |
| 17. November | Robert Hofstadter                       | US-amerikanischer Physiker und Nobelpreisträger                                                                 | 75    |       |
| 17. November | Edna Hughes                             | britische Schwimmerin                                                                                           | 74    |       |
| 17. November | Herbert B. Maw                          | US-amerikanischer Politiker                                                                                     | 97    |       |
| 17. November | Eugen Ochs                              | deutscher Kommunist und Gewerkschafter                                                                          | 85    |       |
| 17. November | Horst Rademacher                        | deutscher Wirtschafts- und Sozialpolitiker (SED)                                                                | 67    |       |
| 17. November | Peter Schilperoort                      | niederländischer Jazzmusiker                                                                                    | 71    |       |
| 18. November | Wolfgang Büttner                        | deutscher Schauspieler, Hörspiel- und Synchronsprecher                                                          | 78    |       |
| 18. November | Willy Franssen                          | deutscher Radsportler                                                                                           | 57    |       |
| 18. November | Beatrice Shilling                       | britische Luftfahrtingenieurin, Motorradrennfahrerin und Sportwagenrennfahrerin                                 | 81    |       |
| 19. November | Jens Gerlach                            | deutscher Schriftsteller                                                                                        | 64    |       |
| 19. November | Phillip M. Landrum                      | US-amerikanischer Politiker                                                                                     | 83    |       |
| 19. November | Felix Lützkendorf                       | deutscher Drehbuchautor                                                                                         | 84    |       |
| 19. November | Sun Li-jen                              | chinesischer General der Kuomintang-Armee                                                                       | 89    |       |
| 19. November | Erich Vellmer                           | deutscher evangelischer Landesbischof                                                                           | 80    |       |
| 20. November | Evert Marie Bruins                      | niederländischer Physiker, Mathematiker und Mathematikhistoriker                                                | 81    |       |
| 20. November | Friedrich Defant                        | österreichischer Meteorologe                                                                                    | 76    |       |
| 20. November | Hans Häring                             | deutscher Volkswirt und Politiker (CDU), MdL                                                                    | 82    |       |
| 20. November | Robert Heidenreich                      | deutscher Archäologe und Hochschullehrer                                                                        | 91    |       |
| 20. November | Herbert Kegel                           | deutscher Dirigent                                                                                              | 70    |       |
| 21. November | Alois Heidel                            | österreichischer Bildhauer und Restaurator                                                                      | 74    |       |
| 21. November | Willy Korf                              | deutscher Unternehmer                                                                                           | 61    |       |
| 21. November | Pierre Musy                             | Schweizer Bobfahrer, Springreiter, Diplomat und Offizier                                                        | 80    |       |
| 22. November | Gustav Fischer                          | Schweizer Dressurreiter                                                                                         | 75    |       |
| 22. November | Walther Haupt                           | deutscher Lehrer, Archivar und Numismatiker                                                                     | 95    |       |
| 22. November | Werner Schumacher                       | deutscher Politiker (CDU), MdL                                                                                  | 58    |       |
| 22. November | Benjamin H. Vandervoort                 | US-amerikanischer Lieutenant Colonel                                                                            | 73    |       |
| 22. November | Walenty Wójcik                          | polnischer Priester und Weihbischof in Sandomierz                                                               | 76    |       |
| 22. November | Eberhard Zwicker                        | deutscher Akustiker und Ordinarius für Elektroakustik                                                           | 66    |       |
| 23. November | Roald Dahl                              | walisischer Schriftsteller                                                                                      | 74    |       |
| 23. November | Karl Aage Hansen                        | dänischer Fußballspieler                                                                                        | 69    |       |
| 23. November | Nguyễn Văn Tâm                          | vietnamesischer Politiker                                                                                       |       |       |
| 23. November | Caio Prado Júnior                       | brasilianischer Historiker, Geograph, Schriftsteller und Politiker                                              | 83    |       |
| 23. November | Heino Väli                              | estnischer Schriftsteller                                                                                       | 62    |       |
| 23. November | Herbert Wojtkowiak                      | deutscher Fußballspieler                                                                                        | 68    |       |
| 24. November | Richard Acland                          | britischer Politiker                                                                                            | 83    |       |
| 24. November | Vincenzo Demetz                         | italienischer nordischer Skisportler                                                                            | 79    |       |
| 24. November | Helga Feddersen                         | deutsche Schauspielerin                                                                                         | 60    |       |
| 24. November | Michel Giacometti                       | französischer Ethnologe                                                                                         | 61    |       |
| 24. November | Joseph Jadrejak                         | französischer Fußballspieler                                                                                    | 72    |       |
| 24. November | Wayne Hillman                           | kanadischer Eishockeyspieler                                                                                    | 52    |       |
| 24. November | Edgar Lehmann                           | deutscher Geograph                                                                                              | 85    |       |
| 24. November | Hermann Ley                             | deutscher Philosophiehistoriker                                                                                 | 78    |       |
| 24. November | Arnold Marquis                          | deutscher Schauspieler und Synchronsprecher                                                                     | 69    |       |
| 24. November | Werner Neugebauer                       | deutscher Politiker (SED)                                                                                       | 68    |       |
| 24. November | Nishitani Keiji                         | japanischer Philosoph                                                                                           | 90    |       |
| 24. November | Fred Shero                              | kanadischer Eishockeyspieler und -trainer                                                                       | 65    |       |
| 24. November | Dodie Smith                             | englische Schriftstellerin                                                                                      | 94    |       |
| 24. November | Marion Post Wolcott                     | US-amerikanische Dokumentarfotografin                                                                           | 80    |       |
| 25. November | Harlan Hagen                            | US-amerikanischer Politiker                                                                                     | 76    |       |
| 25. November | Merab Mamardaschwili                    | georgischer Philosoph                                                                                           | 60    |       |
| 25. November | Salvatore Todisco                       | italienischer Boxer                                                                                             | 29    |       |
| 26. November | Feng Youlan                             | chinesischer Philosoph                                                                                          | 94    |       |
| 26. November | Eugen Fley                              | deutscher Politiker (CDU), MdL                                                                                  | 90    |       |
| 26. November | Otto Gsell                              | Schweizer Internist                                                                                             | 88    |       |
| 26. November | Hermann Kellenbenz                      | deutscher Historiker                                                                                            | 77    |       |
| 26. November | Samuel Noah Kramer                      | US-amerikanischer Sumerologe                                                                                    | 93    |       |
| 26. November | Sergei Leonidowitsch Mandelstam         | russischer Physiker                                                                                             | 80    |       |
| 26. November | Ludwig von Moos                         | Schweizer Politiker (CVP)                                                                                       | 80    |       |
| 26. November | Edward Pearce, Baron Pearce             | britischer Jurist                                                                                               | 89    |       |
| 27. November | Felix Bornemann                         | deutscher Politiker (NSDAP), MdR                                                                                | 96    |       |
| 27. November | Bohumír Bunža                           | tschechischer Politiker                                                                                         | 82    |       |
| 27. November | Johannes Hirschberger                   | deutscher katholischer Theologe und Philosoph                                                                   | 90    |       |
| 27. November | Ernst Oswald Johannes Westphal          | südafrikanischer Linguist                                                                                       |       |       |
| 28. November | Germán Schmitz Sauerborn                | peruanischer Bischof                                                                                            | 64    |       |
| 28. November | Tamara De Treaux                        | US-amerikanische Schauspielerin                                                                                 | 31    |       |
| 28. November | Wilhelm Dumstrey                        | deutscher Pädagoge und Politiker                                                                                | 91    |       |
| 28. November | Paco Godia                              | spanischer Rennfahrer                                                                                           | 69    |       |
| 28. November | Hermann Hahn                            | deutscher Politiker (DP/CDU), Landtagsabgeordneter in Niedersachsen                                             | 83    |       |
| 28. November | Władysław Rubin                         | polnischer Geistlicher, Weihbischof in Gnesen und Kardinal                                                      | 73    |       |
| 28. November | Germán Schmitz Sauerborn                | peruanischer Bischof                                                                                            | 64    |       |
| 29. November | Elisabeth Kronseder                     | deutsche Bildhauerin und Malerin                                                                                | 100   |       |
| 29. November | Heinz Muhs                              | deutscher Ingenieur für Grundbau und Bodenmechanik                                                              | 79    |       |
| 29. November | Günter Platzek                          | deutscher Musiker                                                                                               | 60    |       |
| 29. November | Friedrich Salzmann                      | Schweizer Radiomoderator und Politiker                                                                          | 75    |       |
| 29. November | Oskar Rudolf Schlag                     | deutsch-schweizerischer Psychotherapeut, Graphologe, Schriftsteller und Esoterikasammler                        | 83    |       |
| 30. November | Fritz Barzilauskas                      | US-amerikanischer American-Football-Spieler                                                                     | 70    |       |
| 30. November | Norman Cousins                          | US-amerikanischer Wissenschaftsjournalist                                                                       | 75    |       |
| 30. November | Fritz Eichenberg                        | deutsch-US-amerikanischer Illustrator                                                                           | 89    |       |
| 30. November | Adolf Feldtmann                         | deutscher Politiker (SPD), MdHB                                                                                 | 62    |       |
| 30. November | Adam Schmidt                            | deutscher Mathematiker und Hochschullehrer                                                                      | 82    |       |
| 30. November | Viktor Schwarzmann                      | österreichischer Politiker (SPÖ), Landtagsabgeordneter von Vorarlberg, Mitglied des Bundesrates                 | 78    |       |
| 30. November | Hilde Spiel                             | österreichische Journalistin und Schriftstellerin                                                               | 79    |       |
| November     | Erwin Fehlberg                          | deutscher Mathematiker                                                                                          | 79    |       |

## Dezember
| Tag          | Name                               | Beruf, bekannt als                                                                                      | Alter | Beleg |
| ------------ | ---------------------------------- | --- | ----- | ----- |
| 1. Dezember  | Octavio Antonio Beras Rojas        | dominikanischer Geistlicher, Erzbischof von Santo Domingo und Kardinal                                  | 84    |       |
| 1. Dezember  | Sergio Corbucci                    | italienischer Filmregisseur                                                                             | 62    |       |
| 1. Dezember  | Vladimir Dedijer                   | jugoslawischer Partisan, Journalist, Politiker, Historiker, Autor und Tito-Vertrauter                   | 76    |       |
| 1. Dezember  | Pierre Dux                         | französischer Schauspieler, Theaterregisseur und Theaterleiter                                          | 82    |       |
| 1. Dezember  | Walter Geyerhahn                   | brasilianischer Buchhändler und Verleger                                                                | 78    |       |
| 1. Dezember  | Erich Hüttenhain                   | deutscher Kryptologe und Kryptoanalyst im Dritten Reich                                                 | 85    |       |
| 1. Dezember  | Gustav Kortüm                      | deutscher Chemiker (Physikalische Chemie)                                                               | 86    |       |
| 1. Dezember  | Simon Napier                       | britischer Herausgeber von Blues-Zeitschriften und Labelbetreiber                                       | 51    |       |
| 1. Dezember  | Vijaya Lakshmi Pandit              | indische Politikerin und Diplomatin                                                                     | 90    |       |
| 1. Dezember  | Fritz Ryser                        | Schweizer Maler, Zeichner, Illustrator und Kunstpädagoge.                                               | 80    |       |
| 1. Dezember  | Aloys Schwarze                     | deutscher Politiker (SPD), MdL                                                                          | 69    |       |
| 1. Dezember  | Rudolf Signer                      | Schweizer Chemiker                                                                                      | 87    |       |
| 1. Dezember  | Marie Taylor                       | US-amerikanische Botanikerin                                                                            | 79    |       |
| 2. Dezember  | Aaron Copland                      | US-amerikanischer Komponist                                                                             | 90    |       |
| 2. Dezember  | Robert Cummings                    | US-amerikanischer Filmschauspieler                                                                      | 82    |       |
| 2. Dezember  | Paul Hoffmann                      | deutscher Schauspieler                                                                                  | 88    |       |
| 2. Dezember  | Robert Nieschlag                   | deutscher Wirtschaftswissenschaftler                                                                    | 85    |       |
| 3. Dezember  | Rolf Hansen                        | deutscher Filmregisseur, Drehbuchautor und Filmschauspieler                                             | 85    |       |
| 3. Dezember  | Henriette Morineau                 | brasilianisch-französische Schauspielerin                                                               | 82    |       |
| 4. Dezember  | Edward Binns                       | US-amerikanischer Schauspieler                                                                          | 74    |       |
| 4. Dezember  | Grete Csaki-Copony                 | deutsche Malerin, Zeichnerin und Lyrikerin                                                              | 97    |       |
| 4. Dezember  | Ulrich Gressieker                  | deutscher Schauspieler und Synchronsprecher                                                             | 45    |       |
| 4. Dezember  | Karl Wilhelm Krämer                | deutscher Schriftsteller und Lyriker                                                                    | 60    |       |
| 4. Dezember  | V. Lakshminarayana                 | indischer Sänger, Geiger, Komponist und Musikpädagoge                                                   | 79    |       |
| 4. Dezember  | Tajima Naoto                       | japanischer Leichtathlet                                                                                | 78    |       |
| 4. Dezember  | Francisco Ricardo Oves Fernández   | kubanischer Geistlicher, Erzbischof von San Cristóbal de la Habana                                      | 62    |       |
| 04. Dezember | Yada Kimio                         | japanischer Leichtathlet                                                                                | 77    |       |
| 5. Dezember  | Peter Blum                         | südafrikanischer Schriftsteller europäischer Herkunft                                                   | 65    |       |
| 5. Dezember  | Kai Curry-Lindahl                  | schwedischer Zoologe und Autor                                                                          | 73    |       |
| 5. Dezember  | Bill Hardman                       | US-amerikanischer Jazztrompeter                                                                         | 57    |       |
| 5. Dezember  | Ott-Heinrich Keller                | deutscher Mathematiker                                                                                  | 84    |       |
| 5. Dezember  | Emerson Meyers                     | US-amerikanischer Komponist, Pianist und Musikpädagoge                                                  | 80    |       |
| 5. Dezember  | Hidekazu Nariai                    | japanischer Kosmologe                                                                                   | 66    |       |
| 5. Dezember  | Michael Nothdurfter                | italienischer marxistischer Guerillero                                                                  | 29    |       |
| 5. Dezember  | Alfonso Ossorio                    | US-amerikanischer Maler philippinischer Abstammung                                                      | 74    |       |
| 5. Dezember  | Jewhen Solunskyj                   | sowjetischer Eisschnellläufer                                                                           | 31    |       |
| 6. Dezember  | Willy Boesiger                     | Schweizer Architekt                                                                                     | 86    |       |
| 6. Dezember  | Hans Domenego                      | österreichischer Kinder- und Jugendbuchautor, Verlagslektor                                             | 64    |       |
| 06. Dezember | George Healis                      | US-amerikanischer Ruderer                                                                               | 84    |       |
| 6. Dezember  | Otto Hitzfeld                      | deutscher Offizier, zuletzt General der Infanterie                                                      | 92    |       |
| 6. Dezember  | Dominik Hollmann                   | sowjetischer Schriftsteller und Dichter                                                                 | 91    |       |
| 6. Dezember  | Amadeu Antonio                     | angolanisches Gewaltopfer                                                                               | 28    |       |
| 6. Dezember  | F. Jay Nimtz                       | US-amerikanischer Politiker                                                                             | 75    |       |
| 6. Dezember  | Abdul Rahman                       | malaysischer Politiker und Premierminister                                                              | 87    |       |
| 7. Dezember  | Reinaldo Arenas                    | kubanischer Schriftsteller                                                                              | 47    |       |
| 7. Dezember  | Joan Bennett                       | US-amerikanische Schauspielerin                                                                         | 80    |       |
| 7. Dezember  | Horst Bienek                       | deutscher Schriftsteller                                                                                | 60    |       |
| 7. Dezember  | Dee Clark                          | US-amerikanischer R&B-Sänger und Songwriter                                                             | 52    |       |
| 7. Dezember  | Werner Dorst                       | deutscher Erziehungswissenschaftler und Hochschullehrer                                                 | 76    |       |
| 7. Dezember  | Werner Koal                        | deutscher Maler und Skulpteur                                                                           | 51    |       |
| 7. Dezember  | Peter Mieg                         | Schweizer Komponist                                                                                     | 84    |       |
| 7. Dezember  | Oscar Millard                      | US-amerikanischer Drehbuchautor und Schriftsteller                                                      | 82    |       |
| 7. Dezember  | Hans-Jürgen Schlochauer            | deutscher Rechtswissenschaftler und Hochschullehrer                                                     | 84    |       |
| 8. Dezember  | Deane C. Davis                     | US-amerikanischer Politiker und Gouverneur des Bundesstaates Vermont (1969–1973)                        | 90    |       |
| 8. Dezember  | Ed Edmondson                       | US-amerikanischer Politiker                                                                             | 71    |       |
| 8. Dezember  | Tadeusz Kantor                     | polnischer Theaterregisseur und Maler                                                                   | 75    |       |
| 8. Dezember  | Boris Jewgenjewitsch Kochno        | russischer Dichter, Tänzer und Librettist                                                               | 86    |       |
| 8. Dezember  | Forrest S. Petersen                | US-amerikanischer Testpilot                                                                             | 68    |       |
| 8. Dezember  | Martin Ritt                        | amerikanischer Filmregisseur                                                                            | 76    |       |
| 8. Dezember  | Wendell Rollins                    | US-amerikanischer Radrennfahrer                                                                         | 73    |       |
| 8. Dezember  | Otto Skutsch                       | deutscher Klassischer Philologe und Hochschullehrer                                                     | 84    |       |
| 9. Dezember  | Glenn O. Barcus                    | US-amerikanischer Generalleutnant (Air Force)                                                           | 87    |       |
| 9. Dezember  | Anton Bossi Fedrigotti             | österreichischer Diplomat, Autor und Journalist                                                         | 89    |       |
| 09. Dezember | Ben Duijker                        | niederländischer Radrennfahrer                                                                          | 87    |       |
| 9. Dezember  | Albert Exler                       | tschechoslowakisch-deutscher Journalist                                                                 | 80    |       |
| 9. Dezember  | Edwin E. Floyd                     | US-amerikanischer Mathematiker                                                                          |       |       |
| 9. Dezember  | Edmond Jeanneret                   | Schweizer evangelischer Geistlicher und Dichter                                                         | 76    |       |
| 9. Dezember  | Walter Lerche                      | deutscher Bildhauer                                                                                     | 85    |       |
| 9. Dezember  | Mike Mazurki                       | US-amerikanischer Schauspieler                                                                          | 82    |       |
| 10. Dezember | Waldemar Alcântara                 | brasilianischer Politiker und Mediziner                                                                 | 78    |       |
| 10. Dezember | Paul-Gerhard Blochwitz             | deutscher Jurist und Generalstaatsanwalt                                                                | 83    |       |
| 10. Dezember | Yves Devernay                      | französischer Komponist und Organist                                                                    | 53    |       |
| 10. Dezember | Karl Hackethal                     | deutscher Politiker (CDU), MdL Niedersachsen                                                            | 89    |       |
| 10. Dezember | Armand Hammer                      | US-amerikanischer Industrieller und Kunstsammler                                                        | 92    |       |
| 10. Dezember | Marino Morettini                   | italienischer Radrennfahrer                                                                             | 59    |       |
| 10. Dezember | Hans Morf                          | Schweizer Jurist und Bundesbeamter                                                                      | 93    |       |
| 10. Dezember | Tsuchiya Bunmei                    | japanischer Lyriker                                                                                     | 100   |       |
| 11. Dezember | Laurent Butty                      | Schweizer Politiker (CVP)                                                                               | 65    |       |
| 11. Dezember | Peter Millman                      | kanadischer Astronom                                                                                    | 84    |       |
| 11. Dezember | Robert Laing Noble                 | kanadischer Arzt                                                                                        | 80    |       |
| 12. Dezember | Giorgio Ghezzi                     | italienischer Fußballspieler                                                                            | 60    |       |
| 12. Dezember | Hans-Adolf Hedemann                | deutscher Geologe                                                                                       | 70    |       |
| 12. Dezember | Otto Michael Knab                  | deutscher Journalist und Exil-Schriftsteller                                                            | 85    |       |
| 12. Dezember | Concha Piquer                      | spanische Sängerin und Schauspielerin                                                                   | 82    |       |
| 13. Dezember | Willy Kern                         | Schweizer Radrennfahrer                                                                                 | 81    |       |
| 13. Dezember | Edwin Lester                       | US-amerikanischer Theaterproduzent                                                                      | 95    |       |
| 13. Dezember | Alice Marble                       | US-amerikanische Tennisspielerin                                                                        | 77    |       |
| 13. Dezember | Ernst Schoiber                     | österreichischer Politiker (ÖVP), Landtagsabgeordneter                                                  | 82    |       |
| 13. Dezember | Alfred D. Sieminski                | US-amerikanischer Politiker                                                                             | 79    |       |
| 14. Dezember | Rudolf Christian Baisch            | deutscher Bildhauer, Lyriker und Maler                                                                  | 87    |       |
| 14. Dezember | Chang Ch’ün                        | chinesischer Politiker, Premierminister der Republik China                                              | 101   |       |
| 14. Dezember | Walter von Dreyhausen              | deutscher Schriftsteller und Steinkreuzforscher                                                         | 77    |       |
| 14. Dezember | Friedrich Dürrenmatt               | Schweizer Schriftsteller, Dramatiker und Maler                                                          | 69    |       |
| 14. Dezember | Gunild Keetman                     | deutsche Komponistin und Musikpädagogin                                                                 | 86    |       |
| 14. Dezember | Francisco Gabilondo Soler          | mexikanischer Autor, Komponist und Interpret von Kinderliedern                                          | 83    |       |
| 14. Dezember | Johannes von Thurn und Taxis       | deutscher Unternehmer, Chef des Hauses Thurn und Taxis                                                  | 64    |       |
| 14. Dezember | Edmund Franklin Ward               | US-amerikanischer Illustrator und Maler                                                                 | 98    |       |
| 15. Dezember | Hans Fruck                         | deutscher Politiker (SED), Mitarbeiter des Ministeriums für Staatssicherheit der DDR                    | 79    |       |
| 15. Dezember | Julio Gutiérrez                    | kubanischer Komponist, Pianist und Dirigent                                                             | 72    |       |
| 15. Dezember | Walther Hans Reinboth              | deutscher Maler, Dichter und Heimatforscher                                                             | 90    |       |
| 15. Dezember | Frederic Seebohm, Baron Seebohm    | britischer Bankier                                                                                      | 81    |       |
| 15. Dezember | George Victor Wolfe                | US-amerikanischer Politologe österreichischer Herkunft                                                  | 86    |       |
| 16. Dezember | Marc Augier                        | französischer Schriftsteller und Nazikollaborateur                                                      | 82    |       |
| 16. Dezember | Rolf Hellmut Foerster              | deutscher Historiker und Schriftsteller                                                                 | 63    |       |
| 16. Dezember | Horst Gerlach                      | deutscher Politiker (SPD), MdB, MdEP                                                                    | 71    |       |
| 16. Dezember | Franz Hofer                        | österreichischer Fußballspieler                                                                         | 72    |       |
| 16. Dezember | Paul Krüger                        | deutscher Politiker (KPD), MdL                                                                          | 87    |       |
| 16. Dezember | Jackie Mittoo                      | jamaikanischer Keyboarder und Komponist                                                                 | 42    |       |
| 16. Dezember | Bernhard Steinberger               | deutscher Ökonom und Dissident                                                                          | 73    |       |
| 17. Dezember | Ludwig Lachmann                    | deutscher Ökonom                                                                                        | 84    |       |
| 17. Dezember | Eugen Lüthy                        | Schweizer Berufsoffizier                                                                                | 63    |       |
| 17. Dezember | Walter Oelschner                   | deutscher reformierter Theologe und Schriftsteller                                                      |       |       |
| 18. Dezember | Karl-Heinz Langhoff                | deutscher Leichtathlet                                                                                  | 77    |       |
| 18. Dezember | Anne Revere                        | US-amerikanische Schauspielerin                                                                         | 87    |       |
| 18. Dezember | Manuel Sanguinetti                 | uruguayischer Fußballspieler und Trainer                                                                | 73    |       |
| 18. Dezember | Kurt Schöllhammer                  | deutscher Politiker (SPD), MdL (Rheinland-Pfalz), Bürgermeister der Stadt Simmern                       | 61    |       |
| 18. Dezember | Paul Tortelier                     | französischer Cellist                                                                                   | 76    |       |
| 18. Dezember | Rosalie Wunderlich                 | österreichische Botanikerin                                                                             | 83    |       |
| 19. Dezember | Rubem Braga                        | brasilianischer Journalist und Schriftsteller                                                           | 77    |       |
| 19. Dezember | Friedrich Büschelberger            | deutscher Kunstbildhauer                                                                                | 86    |       |
| 19. Dezember | Norbert Dufourcq                   | französischer Musikhistoriker und Organist                                                              | 86    |       |
| 19. Dezember | Lothar Eckhart                     | österreichischer Provinzialrömischer Archäologe                                                         | 72    |       |
| 19. Dezember | Christian Gasser                   | Schweizer Wirtschaftsführer und Mitbegründer des Gotthardbundes                                         | 83    |       |
| 19. Dezember | Michael Oakeshott                  | englischer konservativer politischer Philosoph                                                          | 89    |       |
| 19. Dezember | Oluf von Rosenborg                 | dänischer Adeliger und Offizier, Angehöriger der dänischen Königsfamilie                                | 67    |       |
| 19. Dezember | Gabrijel Stupica                   | jugoslawischer (slowenischer) Maler                                                                     | 77    |       |
| 19. Dezember | Karl Velhagen                      | deutscher Augenarzt und Hochschullehrer                                                                 | 93    |       |
| 20. Dezember | Edward J. Bonin                    | US-amerikanischer Politiker                                                                             | 85    |       |
| 20. Dezember | Valeriu Călinoiu                   | rumänischer Fußballspieler                                                                              | 62    |       |
| 20. Dezember | Karl Rolvaag                       | US-amerikanischer Politiker und Gouverneur des Bundesstaates Minnesota (1963–1967)                      | 77    |       |
| 20. Dezember | Marina Thudichum                   | deutsche Schriftstellerin                                                                               | 84    |       |
| 21. Dezember | Sigurd Anderson                    | US-amerikanischer Politiker                                                                             | 86    |       |
| 21. Dezember | Anne-Marie Barat                   | französische Organistin                                                                                 | 42    |       |
| 21. Dezember | Medard Boss                        | Schweizer Psychiater                                                                                    | 87    |       |
| 21. Dezember | Edmond Delfour                     | französischer Fußballspieler und -trainer                                                               | 83    |       |
| 21. Dezember | Clarence Johnson                   | amerikanischer Flugzeugkonstrukteur                                                                     | 80    |       |
| 21. Dezember | Magda Julin                        | schwedische Eiskunstläuferin                                                                            | 96    |       |
| 21. Dezember | Iwan Ljudwigowitsch Knunjanz       | sowjetischer Chemiker                                                                                   | 84    |       |
| 21. Dezember | Helga Paetzold                     | deutsch-niederländische Webkünstlerin                                                                   | 57    |       |
| 21. Dezember | Valmari Toikka                     | finnischer Skilangläufer                                                                                | 87    |       |
| 21. Dezember | Susi Weigel                        | österreichische Kinderbuchgrafikerin                                                                    | 76    |       |
| 22. Dezember | Bernard Addison                    | US-amerikanischer Jazz-Gitarrist und Banjo-Spieler                                                      | 85    |       |
| 22. Dezember | Toni Donhauser                     | deutscher Politiker (CSU), MdL Bayern                                                                   | 69    |       |
| 22. Dezember | Franz Erntl                        | österreichischer Maler                                                                                  | 88    |       |
| 22. Dezember | Johann Grabenhofer                 | österreichischer Politiker (ÖVP), Landtagsabgeordneter im Burgenland                                    | 87    |       |
| 22. Dezember | Joe Nay                            | deutscher Jazzmusiker                                                                                   | 56    |       |
| 22. Dezember | Vittore Pisani                     | italienischer Sprachwissenschaftler                                                                     | 91    |       |
| 22. Dezember | Carl Schott                        | deutscher Geograph                                                                                      | 85    |       |
| 22. Dezember | Udo Werner                         | deutscher Moderator und Entertainer                                                                     | 72    |       |
| 23. Dezember | Pierre Chenal                      | französischer Filmregisseur und Drehbuchautor                                                           | 86    |       |
| 23. Dezember | József Darányi                     | ungarischer Leichtathlet                                                                                | 85    |       |
| 23. Dezember | Pierre Gripari                     | französischer Schriftsteller und Erzähler                                                               | 65    |       |
| 23. Dezember | Richard Irving                     | US-amerikanischer Filmschauspieler sowie Fernsehregisseur und -produzent                                | 73    |       |
| 23. Dezember | Foy D. Kohler                      | amerikanischer Diplomat                                                                                 | 82    |       |
| 24. Dezember | Thorbjørn Egner                    | norwegischer Kinderbuchautor                                                                            | 78    |       |
| 24. Dezember | Hans Jeschke                       | deutscher Romanist und Hispanist                                                                        | 87    |       |
| 24. Dezember | Friedrich Luft                     | deutscher Theaterkritiker                                                                               | 79    |       |
| 24. Dezember | Rodolfo Orlandini                  | argentinischer Fußballspieler                                                                           |       |       |
| 24. Dezember | Kunibert Zinner                    | österreichischer Bildhauer und Musiker                                                                  | 84    |       |
| 25. Dezember | John Stuart Anderson               | englischer Chemiker                                                                                     | 82    |       |
| 25. Dezember | Wladimir Wladimirowitsch Beloussow | russischer Geowissenschaftler, Vertreter des Fixismus                                                   | 83    |       |
| 25. Dezember | Matsushita Shin’ichi               | japanischer Komponist                                                                                   | 68    |       |
| 25. Dezember | Lena Maurer                        | deutsche Politikerin (SPD), MdL                                                                         | 86    |       |
| 25. Dezember | Jan Bogusław Niemczyk              | lutherischer Theologe und Akademie-Rektor in Polen                                                      | 64    |       |
| 25. Dezember | Johannes Peters                    | deutscher Jurist und Politiker (CDU), Landesminister NRW, MdL NRW                                       | 91    |       |
| 25. Dezember | Nicolaas Tates                     | niederländischer Kanute                                                                                 | 75    |       |
| 26. Dezember | Gene Callahan                      | US-amerikanischer Artdirector und Szenenbildner                                                         | 67    |       |
| 26. Dezember | George Elliott Hagan               | US-amerikanischer Politiker                                                                             | 74    |       |
| 26. Dezember | Rainer Lukas Motz                  | deutscher Maler, Nonkonformist und Bohémien                                                             | 56    |       |
| 26. Dezember | Rolf-Hans Müller                   | deutscher Orchesterleiter und Komponist                                                                 | 62    |       |
| 27. Dezember | Əbülfət Əliyev                     | aserbaidschanischer Mugham- und Opernsänger                                                             | 59    |       |
| 27. Dezember | Franklin Coen                      | US-amerikanischer Drehbuchautor                                                                         | 78    |       |
| 27. Dezember | Joaquim Fiadeiro                   | portugiesischer Veterinärmediziner                                                                      | 89    |       |
| 27. Dezember | Emmanuel Goldsmith                 | Schweizer Leichtathlet                                                                                  | 81    |       |
| 27. Dezember | Hertha Gordon-Walcher              | deutsche Kommunistin                                                                                    | 96    |       |
| 27. Dezember | Karl Hubinger                      | österreichischer Politiker (ÖVP), Landtagsabgeordneter                                                  | 79    |       |
| 27. Dezember | Helene Stanley                     | US-amerikanische Schauspielerin und Tänzerin                                                            | 61    |       |
| 27. Dezember | Harold Town                        | kanadischer Maler und Grafiker                                                                          | 66    |       |
| 28. Dezember | Walter Burle Marx                  | brasilianischer Komponist, Pianist und Dirigent                                                         | 88    |       |
| 28. Dezember | Ed van der Elsken                  | holländischer Photograph und Filmemacher                                                                | 65    |       |
| 28. Dezember | Erich Flinsch                      | deutscher Pianist und Hochschullehrer                                                                   | 85    |       |
| 28. Dezember | Alexander Hasenclever              | deutscher Arzt und Berliner Politiker (CDU), MdA                                                        | 72    |       |
| 28. Dezember | Bernhard Hellmann                  | deutscher Geistlicher, Pfarrer, Geistlicher Rat und Ehrenbürger von Werl                                | 78    |       |
| 28. Dezember | Diether Lauenstein                 | deutscher Theologe, Indologe und Pfarrer der Christengemeinschaft                                       | 76    |       |
| 28. Dezember | Arne Petersen                      | dänischer Radrennfahrer                                                                                 | 77    |       |
| 28. Dezember | Nihat Yusufoğlu                    | türkisch-kurdisches Opfer rechtsextremer Gewalt                                                         |       |       |
| 28. Dezember | Walter Zumtobel                    | österreichischer Ingenieur                                                                              | 83    |       |
| 29. Dezember | Hertha von Guttenberg              | deutsche Bildhauerin                                                                                    | 94    |       |
| 29. Dezember | Eduard Hirnschrodt                 | deutscher Orgelbauer                                                                                    | 84    |       |
| 29. Dezember | Karl Mogler                        | deutscher Architekt                                                                                     | 94    |       |
| 29. Dezember | David Piper                        | britischer Kunsthistoriker, Museumsdirektor und Autor                                                   | 72    |       |
| 29. Dezember | Aulikki Rautawaara                 | finnische Sopranistin                                                                                   | 84    |       |
| 29. Dezember | Frederick Wolters                  | US-amerikanischer Hockeyspieler                                                                         | 86    |       |
| 30. Dezember | Bixio Bossi                        | Schweizer Politiker (FDP)                                                                               | 94    |       |
| 30. Dezember | Walter Kramer                      | deutscher Gold- und Silberschmied                                                                       | 88    |       |
| 30. Dezember | Manfred Tümmler                    | deutscher Synchronsprecher und Filmschauspieler                                                         | 54    |       |
| 31. Dezember | Walther Buchowiecki                | österreichischer Kunsthistoriker und Bibliothekar                                                       | 82    |       |
| 31. Dezember | Henri Germain                      | französischer Fußballfunktionär                                                                         | 84    |       |
| 31. Dezember | Friedel Hensch                     | deutsche Schlagersängerin                                                                               | 84    |       |
| 31. Dezember | Armand Hiebner                     | Schweizer Chorleiter und Organist                                                                       | 92    |       |
| 31. Dezember | Robina Higgins                     | kanadische Speerwerferin                                                                                | 75    |       |
| 31. Dezember | Alfred Kongo                       | estnischer Maler                                                                                        | 84    |       |
| 31. Dezember | Wassili Grigorjewitsch Lasarew     | sowjetischer Kosmonaut                                                                                  | 62    |       |
| 31. Dezember | Giovanni Michelucci                | italienischer Architekt und Stadtplaner                                                                 | 99    |       |
| 31. Dezember | Ernst von Siemens                  | deutscher Industrieller                                                                                 | 87    |       |
| 31. Dezember | Moni Singh                         | bangladeschischer Politiker (Kommunist)                                                                 | 90    |       |
| 31. Dezember | Walther Wrede                      | deutscher Klassischer Archäologe und Landesgruppenleiter der NSDAP-Auslandsorganisation in Griechenland | 97    |       |
| Dezember     | Émile Ess                          | Schweizer Ruderer                                                                                       | 58    |       |